# SG Wannabe
SG Wannabe (SG 워너비) (SG signifie Simon and Garfunkel) est un trio sud-coréen de ballades qui a débuté en 2004. Leur première chanson, "Timeless", a rapidement rendu le groupe connu et leur album a figuré au sommet des charts. Contrairement aux autres groupes, SG Wannabe ont décidé de ne pas promouvoir leur musique, refusant d'aller sur les émissions musicales et d'apparaître dans leurs propres vidéoclips; le groupe a déclaré qu'ils préféraient que leur public s'occupe plutôt de leur musique que de leur apparence.

## Membres
Les membres actuels de SG Wannabe sont Kim Yong-jun, Lee Seok-hun et Kim Jin-ho.
Chae Dong-ha faisait auparavant partie du groupe. Il est décédé le 27 mai 2011.

## Carrière musicale

### 1eralbum:SG Wannabe+(2004)
SG Wannabe ont débuté en 2004 avec leur premier album SG Wannabe+. Il a été produit par Lee Kyung Sub et Park Keun Tae, ainsi que des producteurs de musique connus en Corée du Sud. Le vidéoclip du morceau principal de l'album a attiré l'attention des médias, car on y voyait des acteurs connus tels que Sol Kyung-gu et Kim Nam-jin et les actrices Yunjin Kim, Kang Hye-jung et Seo Sung-min. Les coûts de production ont été estimés à environ deux milliards de wons. Le groupe a gagné la réputation d'être plutôt mystérieux car ils ne montrent pas leur visage et n'apparaissent pas dans leurs vidéoclips. Néanmoins, leurs capacités vocales ont attiré de nombreux fans, et l'album a été un hit immédiat avec une prévente de 90 000 copies. Plus tard en 2004, le groupe a été reconnu pour ses performances vocales avec plusieurs récompenses, comme le prix du Meilleur nouveau groupe aux Golden Disk Awards et aux Seoul Popular Music Awards.

### 2ealbum:Saldaga (While You Live)(2005)
Le 29 mars 2005, SG Wannabe sortent leur deuxième album. On y retrouve les hits numéros 1 "Sin & Punishment", qui a reçu plusieurs récompenses pour à la fois la chanson et le vidéoclip, et "While You Live". Comme son prédécesseur, "Saldaga" a attiré l'attention des médias grâce aux capacités vocales du groupe, SG Wannabe devenant ainsi le seul artiste en 2005 à vendre plus de 400 000 copies de leur album. Le 14 septembre 2005, le groupe sort "Classic Odyssey", leur 2e album et demi. Un budget s'élevant à un milliard de wons est allé dans le nouvel album remake de SG Wannabe. Il inclut des hits tels que "My Heart's Treasure Box". Pour couronner le succès de leur deuxième album, SG Wannabe a reçu le prestigieux Daesang (catégorie "Artiste de l'Année") aux Golden Disk Awards. Lorsque 2005 s'est terminée, SG Wannabe étaient premiers dans les classements de fin d'année, avec plus de 400 000 copies de leur dernier album vendues, et 12e avec 147 047 copies de leur album remake vendues.

### 3ealbum:The 3rd Masterpiece(2006)
Le 11 avril 2006, le trio sort son troisième album, nommé The 3rd Masterpiece. Comme fait dans leur deuxième album (le vidéoclip était en deux parties; la première était la chanson "Crime and Punishment", et la deuxième "As We Live"), cet album a repris ce concept. La première partie était leur nouvelle chanson titre "Partner for Life" avec Kim Dong Wan de Shinhwa et Jeong So-Young, et la deuxième était "Slowpoke". Une fois encore, l'album a réussi à se classer haut, en atteignant la première place sur plusieurs classements.
Le 18 novembre 2006, ils sortent une compilation de leurs meilleurs hits intitulée SG Wannabe Best Album - The Precious History. C'est une collection de leurs chansons préférées sur les trois albums, et on y trouve trois nouvelles chansons. Ils ont également sorti un vidéoclip pour la chanson "Song of Love featuring Vibe", "Even If I Could See You" et "Ordinary People featuring Hoo Ni-Hoon, Min Kyung-Hoon, Jang Hye-Jin". Cependant, malgré de nombreuses ventes et une bonne position dans les classements, ils n'ont pas remporté de nouveaux prix, bien qu'ils aient été nommés pour le Daesang.

### 4ealbum:The Sentimental Chord(2007)
En janvier 2007, le groupe a pris part au Hallyu Festival in Osaka où se trouvaient Jun Jin et Lee Min-woo de Shinhwa, Kangta de H.O.T et l'acteur Song Seung-heon. Le festival a eu lieu à l'Osaka Dome.
Leur très attendu quatrième album, "The Sentimental Chord", est sorti le 6 avril 2007, quasiment un an après leur troisième album. Ils ont à nouveau étonné le public avec leur nouvelle chanson titre "Arirang", dont le fond sonore se composait d'instruments de la musique classique coréenne. Avec la sortie de leur quatrième album et la chanson titre, ils se sont classés à la première place du Bugs Chart et dans les classements mensuels coréens. L'album était aussi n°1 dans le "Top 20 des ventes d'album (mai 2007)" avec 44 618 copies vendues en mai et 125 450 au total. Ils ont aussi sorti deux albums spéciaux, "SG Wanna Be+" et "Story In New York". Les deux albums spéciaux ont réussi à bien marcher, continuant le succès et la popularité de SG Wannabe. Vers la fin de l'année, SG Wannabe a reçu son second Daesang aux Golden Disk Awards, régnant comme les artistes de l'année. Vendant près de 200 000 copies, The Sentimental Chord a été le meilleur album en termes de ventes en 2007 en Corée. En plus, plusieurs changements se sont produits dans le groupe, avec le départ de Chae Dong-ha afin de se focaliser sur sa carrière solo,.

### 5ealbum:My Friend(2008)
À compter du 23 avril 2008, le cinquième album de SG Wannabe a eu 85 000 pré-commandes; il est sorti avec une version japonaise de "I Miss You" . Les deux versions de cette chanson ont été enregistrées avec le désormais ex-membre Chae Dong-ha. Le nouveau membre, Lee Seok-hun, a fait sa première performance le 24 avril au M! Countdown, chantant "Lalala", la première piste du nouvel album.

### 6ealbum:Gift From SG Wannabe(2009)
En 2009, SG Wannabe sortent "Gift From SG Wannabe". Ils ont également sorti une autre chanson qui est devenue une bande-son connue dans le drama "Fate Reverse".

### Suicide de Chae Dong-ha et absence de la scène musicale
L'ex-membre Chae Dong-ha s'est suicidé le 27 mai 2011, après s'être battu contre la dépression depuis le début de SG Wannabe. Les membres ont annoncé leur pause de la scène musicale afin de faire le deuil de leur ancien membre et ami proche.

### Carrières solo
Lee Seok-hun a sorti on premier single "Confession" le 2 juin 2011, un album solo le 4 octobre 2012 et a activement participé à des bande-sons avant de partir effectuer son service militaire plus tôt cette année. Kim Jin-ho a sorti son premier album solo Today le 14 février 2013 et son deuxième album Han River Love quelques mois plus tard, le 18 juillet. Kim Yong-jun a seulement participé à des bande-sons et a chanté des duos avec son ex-petite amie de longue date et actrice Hwang Jung-eum.

### Fin de la pause
Kim Yong-jun a fait son service militaire en 2012 et Lee Seok-hun l'a fait en 2013 pendant que Kim Jin-ho travaillait sur sa carrière solo. Début 2015, après que les deux soient de retour de l'armée, SG Wannabe ont signé un contrat avec CJ E&M et ont annoncé la fin de leur pause de quatre ans. En août 2015, ils ont annoncé la sortie de leur nouvel album THE VOICE, prévu pour le 19 août.

## Discographie
- 2004: SG Wanna Be+
- 2005: Saldaga
- 2006: The 3rd Masterpiece
- 2007: The Sentimental Chord
- 2008: My Friend
- 2009: Rainbow
- 2009: Gift From SG Wannabe
- 2011: SG Wannabe by SG Wannabe 7 Part.I
- 2011: SG Wannabe by SG Wannabe 7 Part.II
- 2015: The Voice
- 2016 : Our Days

## Récompenses et accomplissements

### Récompenses
| Année | Récompense |
| ----- | --- |
| 2004  | - SBS Gayo Daejun: Best Newcomer - 19e Golden Disk Awards: Best Newcomer (SG Wanna Be+) - 19e Golden Disk Awards: Best Music Video ("Timeless") - 15e Seoul Music Awards: Best Newcomer |
| 2005  | - 12e Korea Entertainment Award: Best Group - Mnet KM Music Festival: Best Male Group Music Video - 20e Golden Disk Awards: Bonsang (Saldaga) - 20e Golden Disk Awards: Daesang (Saldaga) - SBS Gayo Daejun: Bonsang - SBS Gayo Daejun: Producer award - KBS Music Awards: Daesang - MBC Gasu Gayo: Bonsang - Sina Entertainment (Chine): "Top 10 Asia Records"                                                                              |
| 2006  | - 13e Korea Entertainment Award: Best Male Ballad - Mnet KM Music Festival: Digital Popularity Award - Mnet KM Music Festival: Album of the Year (The 3rd Masterpiece) - Mnet KM Music Festival: Song of the Year ("Nae saram: Partner for Life") - 16e Seoul Music Awards: Bonsang - 21e Golden Disk Awards: Bonsang (The 3rd Masterpiece) - 21e Golden Disk Awards: Digital Daesang - SBS Gayo Daejun: Bonsang - SBS Gayo Daejun: Producer |
| 2007  | - Mnet KM Music Festival: Best R&B/Soul Music ("Arirang") - 22e Golden Disk Awards: Bonsang (The Sentimental Chord) - 22e Golden Disk Awards: Daesang (The Sentimental Chord) |
| 2008  | - 17e Seoul Music Awards: Bonsang - 10e Mnet KM Music Festival: Best OST ("Against Fate" avec Kim Jong Wook) - 23e Golden Disk Awards: Bonsang (SG Wannabe) |
| 2009  | - 18e Seoul Music Awards: Bonsang - 36e Korea Broadcasting Awards: Best Artist (Private Sector) - 24e Golden Disk Awards: Bonsang (Gift From SG Wannabe) |

### Accomplissements
| Année | Accomplissement |
| ----- | --- |
| 2004  | - 1er vidéoclip atteignant un coût de production de 2 milliards de wons pour un artiste venant de débuter - Leur 1re piste titre ("Timeless") a permis à SG Wannabe de gagner tous les Newcomer Awards - Leur 1re piste titre ("Timeless") a eu 676 661 téléchargements sur les sites de streaming de musique - Leur 1er album SG Wanna Be+ a eu plus de 50 000 téléchargements mobile |
| 2005  | - Sélectionnés par MTV comme les "Artistes du Mois" pour avril - Leur 2e album Saldaga a été n°1 dans les ventes d'albums - Leur 2e album Saldaga a atteint les 10 milliards dans le marché mobile |
| 2006  | - Leur 3e album The 3rd Masterpiece a été le premier à sortir un disque numérique dans le monde - Leur 3e album The 3rd Masterpiece a été n°1 des ventes d'albums pour toute une journée - La piste titre "Nae saram: Partner for Life" de leur 3e album est resté 9 semaines à la première place du MelOn Chart - SBS The Music Trend Most Mutizen Awards for an Artist (3 prix pour "Nae saram: Partner for Life" et 3 pour "I Loved You") - Dinner Show a fait un sold out - Leur coach vocal et producteur SeeYa a gagné le prix de "Meilleur producteur" |
| 2007  | - Leur 4e album The Sentimental Chord a été n°1 dans les ventes d'albums - Ont fait une apparition sur le documentaire de KBS Screening Humanitary, ont eu les meilleurs scores jamais obtenus par le programme (les épisodes de SG Wannabe ont reçu une moyenne de 8-10%) - Dinner Show a fait un sold out |
| 2008  | - Leur 5e album My Friend a été n°4 dans les ventes d'albums - La piste titre "Lalala" de leur 5e album a été la 3e chanson populaire la plus diffusée (4 225 fois) - Dinner Show a fait un sold out - Nommés chanteurs Hallyu par la presse japonaise (avec Bigbang et d'autres) |
| 2009  | - Ont fait leur première apparition dans We Got Married de MBC en mai - Une tournée nationale pour Gift From SG Wannabe a été tenue pendant 8 semaines, atteignant la première place dans les recherches Internet - Premier artiste de la génération à se produire au Sejong Center for the Performing Arts - Toutes les places pour le 59th Avenue Concert à Séoul, Daegu et Busan se sont vendues - SG Wannabe étaient les "musiciens favoris" des 20 à 30 ans - SG Wannabe ont été les premiers artistes de plus de 20 ans à avoir plus de 200 concerts live - Ont gagné leur premier prix ne se reliant pas à la musique, Kim Yong Jun a gagné le prix du "Best Newcomer" au programme de variété Entertainment Awards de MBC - Leur 4e album Gift From SG Wannabe a été n°4 dans les ventes d'albums |